# Nize Isabel de Moraes
Nize Isabel de Moraes (Bauru, 2 de fevereiro de 1938 -  Dacar, Senegal, 2015) foi uma mulher negra e historiadora brasileira-senegalense, especialista em História da África, que se tornou pioneira nos estudos sobre a Senegâmbia, especialmente a região de Petite Côte, entre os séculos XVI e XVII, estudo para o qual dedicou os últimos trinta anos de sua vida. Aposentou-se no dia 1 de agosto de 2003, depois de vinte e seis anos como pesquisadora associada e sete anos como bolsista do Institut Fondamental d’Afrique Noire (Ifan) da Universidade Cheikh Anta Diop (UCAD).

## Biografia
A historiadora Nize Isabel de Moraes, conhecida pelos mais próximos em Dacar como Bella, era filha da cozinheira Corina Barbosa de Moraes e do operário Ophélio de Paula de Moraes, que morreu precocemente, em 1951, quando a filha tinha apenas vinte e dois anos. Sua mãe e sua avó Ignácia Barbosa configuraram um cenário familiar predominantemente negra e matriarcal, sendo esta uma das particularidades da história da população negra na história do país.

### Formação no Brasil
Bella estudou a primeira e segunda Séries do período ginasial no Colégio Paulistano, entre 1947 e 1948. Entre 1949 e 1950, estudou a terceira e quarta séries no Colégio Caetano de Campos, onde se matriculou em 1951 no Curso de Formação de Professôres [sic] Primários, no período noturno. Foi reprovada no segundo ano, em 1952, e em 1953, o que levou sua transferência, no dia 5 de março de 1954, para a Escola Normal de Bauru. O curso Normal visava preparar professores para atuar na educação infantil no estado de São Paulo. Ingressou no ensino superior a partir do curso de História do Departamento de História da Universidade de São Paulo (USP), obtendo a Licenciatura e o Bacharelado entre 1959 e 1964. Dois anos após a graduação, começou a lecionar a matéria de História para o ensino secundário. Sua relação com os estudos afro-brasileiros e africanos começaram na década de 1960, quando começou a desenvolver seus estudos no Centro de Estudos Africanos (CEA).
Logo começaria a articular a continuidade de suas pesquisas no Ifan. Apresentou sua biografia para Amar Samb, o diretor do Ifan, nos seguintes termos: "Sou  brasileira,  solteira,  tenho  30  anos.  Sou  licenciada  em  História  pela Universidade  de  São  Paulo,  eu  resido há  dois  anos  em  Dakar,  onde  eu aprendi  francês  e  recebi  um  certificado  em  história africana.  Estou terminando  um  artigo  sobre A  tomada  de  Gorée  no  século  XVII,  que  deve aparecer  no Bulletin de vosso  Instituto".
A sua relação com esta instituição foi determinante para o desenvolvimento de suas pesquisas sobre História da África, de acordo com as correspondências de seu arquivo pessoal. No Brasil e no mundo, ainda era um cenário marcado pela pouca presença de pesquisadoras, assim como negras, o que era ainda mais desigual quando se tratava de pesquisadoras desenvolvendo suas pesquisas no continente africano.

### Formação no exterior e atuação profissional
O cenário político brasileiro era marcado pela Ditadura Civil-Militar. Em 1967, sua vida profissional seria marcada pela primeira bolsa de estudos pelo Ifan, onde cursou a especialização em História da África, quando era a antiga Universidade de Dakar. Sua saída do país para estudar no Senegal foi uma resposta ao desencanto com a ditadura militar do Brasil.
A formação como pesquisadora no exterior não foi uma tarefa fácil. Antes das bolsas de pesquisa que conseguiu, entre as décadas de 1960 e 1970, teve que trabalhar como cuidadora de uma menina de sete anos pela Embaixada de Israel em Dacar. Como gozava da simpatia da embaixatriz, conseguiu um quarto, que ficava debaixo da casa do embaixador. As bolsas de estudo, que foram quatro no total para pesquisar Senegâmbia pelo Ifan, inclusive uma em cooperação entre França e Senegal, foram fundamentais para a sua sobrevivência.
A questão financeira não era o único problema. Teve que lidar com problemas culturais fundamentais para a sua sobrevivência num país cuja língua não era o português, mas o francês. Em outubro de 1968, começou a cursar francês. Aprendeu não apenas esta língua como também o inglês e o wolof, uma língua nativa.

Em 1969, concluiu sua especialização no Ifan. Continuou as pesquisas no mestrado em História da África pela Universidade Paris-Sorbonne. A brasileira-senegalense havia conquistado um de seus sonhos. Em 1972, ano de conclusão do mestrado, conseguiu uma bolsa de pesquisa no Museu do Homem, em Paris, para pesquisar técnicas têxteis. No mesmo ano, foi convidada para trabalhar no Museu Etnográfico de Bâle, Zurique. A experiência na Europa foi marcada pelo racismo.
Escutei certas reflexões não muito interessantes, por exemplo, existe ainda a concepção que o negro cheira mal por causa da cor da pele escura. Eles têm uma reação engraçada, põem as mãos na narina quando eu passo. Que engraçado, não esperava encontrar este tipo de gente na Suíça, onde dizem ser um dos países mais civilizados do mundo: que palhaçada do povo, isto é a massa será sempre a massa. Quando passo todos me olham com admiração e alguns saem achando graça da minha maneira de falar, sorrir, etc. Suporto tudo menos os tampas narinas... enfim veremos quanto tempo isso vai durar [...].

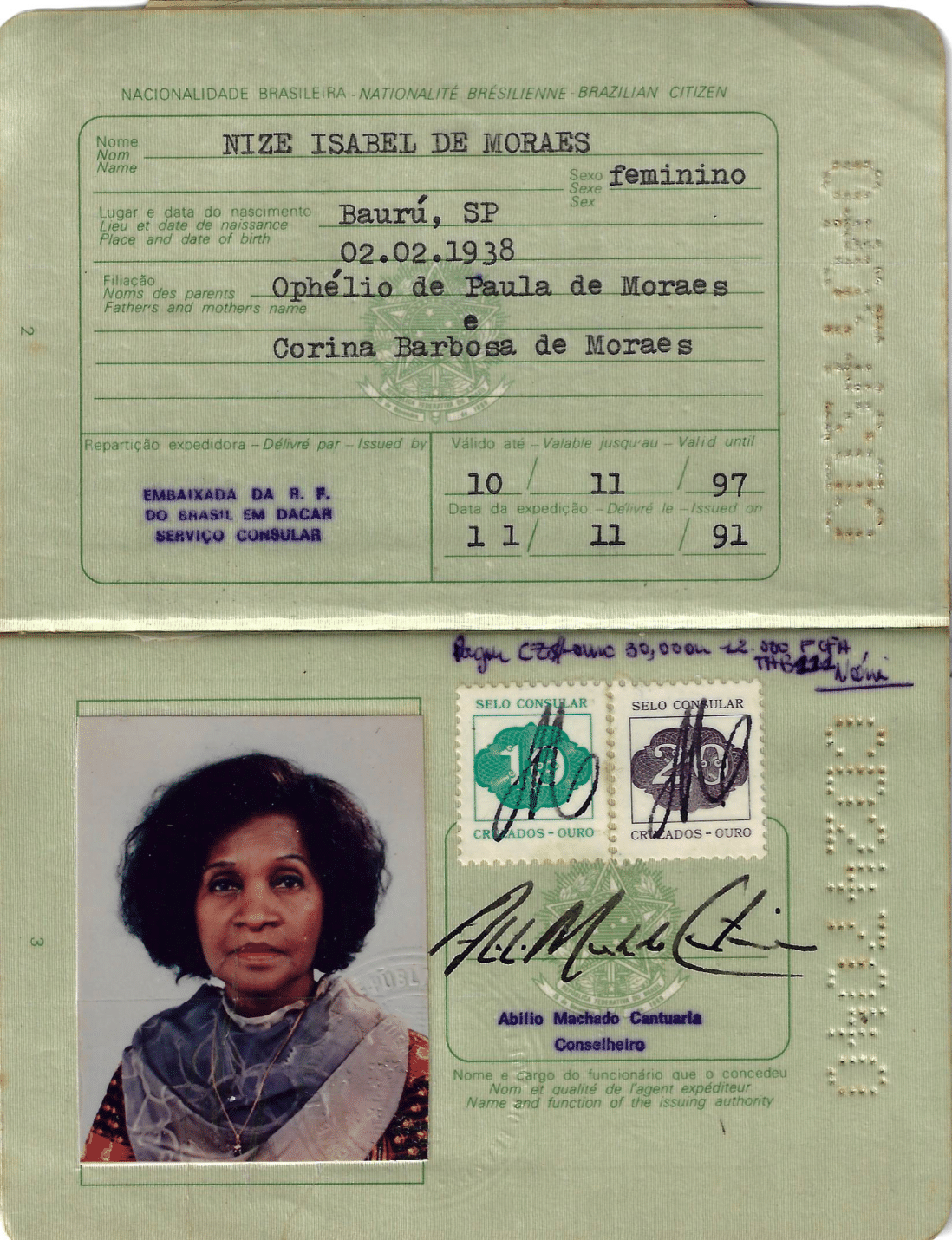
Identidade consular de Nize Isabel de Moraes. SEDUC, SP.

As questões raciais na Europa e a própria condição de mulher negra em diáspora fizeram com que ela ficasse atenta ao racismo sofrido pelas populações negras no mundo, especialmente na África e América. Bella não paralisou. Ingressou no doutorado no Centre de Recherche Africaine da Universidade Paris 1 Panthéon-Sorbonne. Foi orientada pelo professor e arqueólogo Raymond Mauny, que ensinou história africana na Panthéon-Sorbonne, entre 1962 e 1977. Este renomado arqueólogo também chefiou a seção de Arqueologia e Pré-história do Ifan entre 1942 e 1962. Nize defendeu o título de Doutora em 1977.
Nize foi pioneira nos estudos sobre Senegâmbia, mas não ingressou na carreira profissional como professora universitária. Não formou novos pesquisadores dentro de seu campo de estudos, uma experiência que dialoga com a trajetória intelectual de Clóvis Moura e Edison Carneiro. 
Até sua aposentaria, em 2003, era pesquisadora Associada do Departamento de História da Universidade de Dakar.  Atuou em outros departamentos e realizou missões de pesquisa em países como Guiné-Bissau, Cabo Verde, dentre outros. Bella também atuou na Embaixada do Brasil em Dacar, Radiodifusion Nacionale, onde mantinha um programa de rádio sobre notícias e músicas brasileiras, Associação de Historiadores do Senegal, Clube da Imprensa de Dacar, onde ocorriam discussões sobre os debates e publicações. Em 2001, obteve a cidadania senegalesa.

## Arquivo pessoal

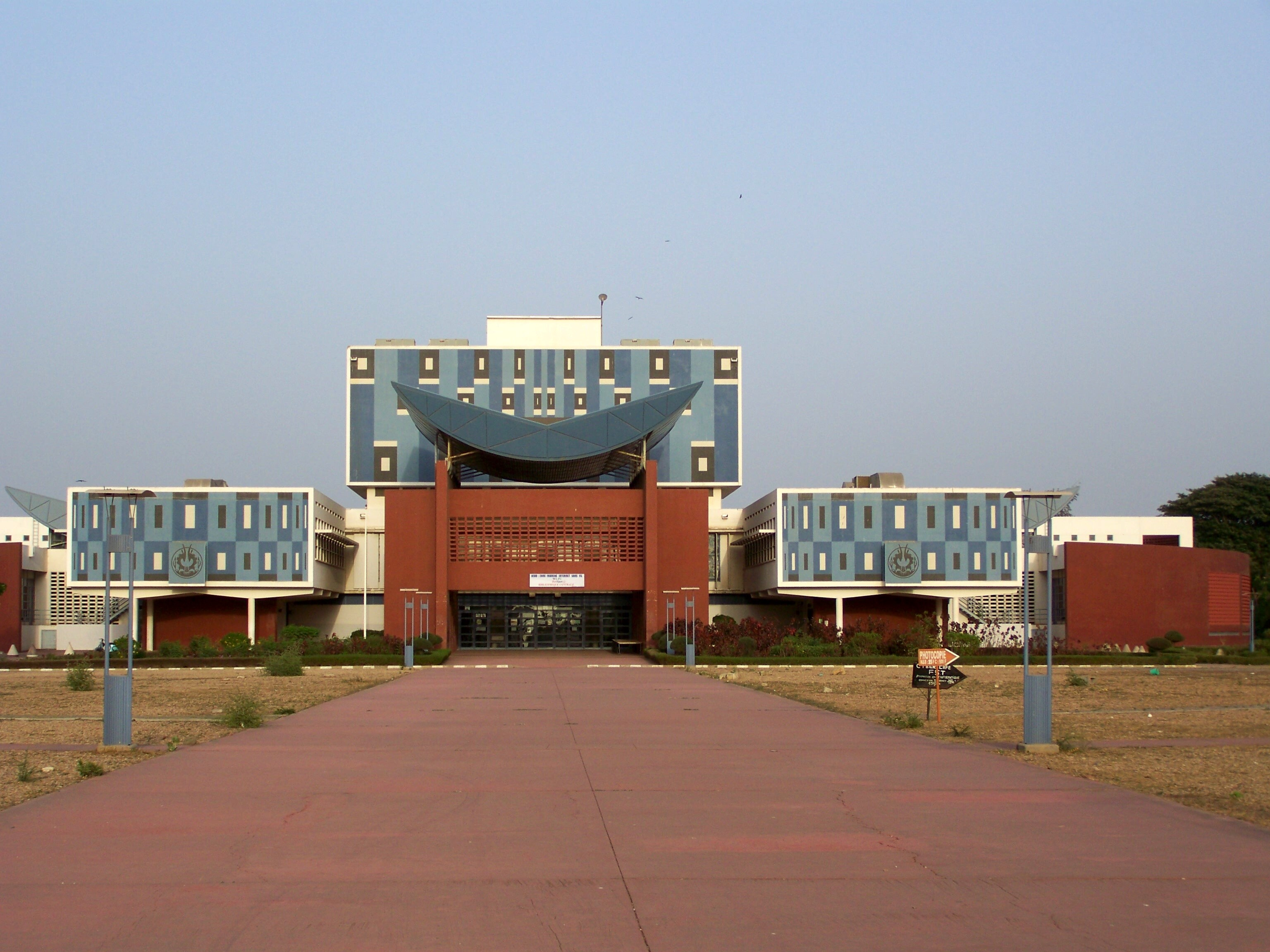
Entrada da Universidade Cheikh Anta Diop, Dacar, Senegal.

Com o seu falecimento em 2015, seu acervo ficou sob posse de sua cuidadora e enfermeira Rosimar Diouf, brasileira, natural do Rio de Janeiro, que casou-se com o senegalês Semou Diouf. Parte do acervo, especialmente correspondências e documentos, foram doados para o Ifan, na atual UCAD. A outra parte composta por fotografias, livros oriundos de suas pesquisas de mestrado e doutorado, diários, correspondências (ativas e passivas), escritos esparsos e anotações de pesquisa ficaram com Rosimar. A historiadora também deixou obras de arte que estão na casa de sua amiga brasileira Nina Gonçalves Silva, funcionária da Embaixada do Brasil em Dacar. Os diários dizem respeito ao Brasil e África. As correspondências tratam de "trocadas com familiares, amigos, professores, pesquisadores, funcionários das embaixadas e escolas onde trabalhou em São Paulo e mesmo com os presidentes do Brasil e do Senegal".
Nize doou quinhentos e dezoito livros para a UCAD, mas o acervo de documentos ainda não receberam um tratamento de catalogação e organização arquivístiva pela instituição.

## Obras
O legado intelectual de Nize Isabel de Moraes está expresso em suas publicações, mas também no acervo substancial que deixou. Entre 1982 e 1985, ela traduziu documentos de arquivos portugueses e espanhóis sobre a Petite Côte, século XVI e XVII. Também procedeu com a tradução de histórias infantis africanas para o português.

### Livros
- À  la  découverte  de  la  Petite  Côte  au  XVIIe siècle  (Sénégal et Gambie), 1600-1621, Dakar, Université Cheikh Anta Diop de Dakar, 1993. (tomo 1).
- À  la  découverte  de  la  Petite  Côte  au  XVIIe siècle  (Sénégal et Gambie), 1622-1664, Dakar, Université Cheikh Anta Diop de Dakar, 1995. (tomo 2).
- À la découverte de la Petite Côte au XVIIe siècle (Sénégal et Gambie), 1664-1672 / 1672-1679, Dakar, Université Cheikh Anta Diop de Dakar, 1998, (tomo 3 e 4).

### Mestrado e Doutorado
- La petite cote d’aprés le capitão Francisco Lemos Coelho (ca 1669). Dissertação (Mestrado em História), Universidade Paris-Sorbonne, Paris, 1972.
- À la découverte de la Petite Côte au XVII Siècle. Tese (Mestrado em História), Universidade Paris 1 Panthéon-Sorbonne, Paris, 1977.

### Artigos
- Sur les prises de Gorée par les Portugais au XVIIe siècle, Bulletin de l’Institut Fondamental d’Afrique noire, 1969.
- Retour “sur les prises de Gorée par les Portugais au XVIIe siècle”, Bulletin de l’Institut Fondamental d’Afrique noire, 1972.
- Relations de lazaristes français concernant la Petite Côte (Senegambie): (1648, 1654, 1660, 1663), Présence Africaine, 1974.
- La campagne negrière du Sam-Antonio-e-as-Almas (1670), Bulletin de l’Institut Fondamental d’Afrique noire. Série B, Sciences humaines, 1978.
- Le séjour de scellier à la Petite Côte (1677), Bulletin de l’Institut Fondamental d’Afrique noire. Série B, Sciences humaines, 1981.
- La mission des capucins espagnols en senegambie au xviie siecle (1646-1647), Afrika Zamani, 1986.
- Villault de Bellefond sur la côte occidentale d’Afrique: Les deux premières campagnes de l’Europe (1666-1671), Bulletin de l’Institut Fondamental d’Afrique noire, 1976. (em coautoria com Guy Raoul Thilmans).
- Les passages à la petite Côte de Pieter van den Broecke (1606-1609), Bulletin de l’Institut Fondamental d’Afrique noire. Série B, Sciences humaines, 1977. (em coautoria com Guy Raoul Thilmans).
- Sur quelques campagnes négrières françaises effectuées par des particuliers avant 1680, Bulletin de l’Institut Fondamental d’Afrique noire. Série B, Sciences humaines, 1979. (em coautoria com Guy Raoul Thilmans).
- Un visiteur de la côte ouest-africaine au XVIIe siècle, le capitaine de vaisseau Henri d’Estivalle, Rev. franç. d’Hist. d’Outre-Mer, 1979. (em coautoria com Guy Raoul Thilmans).